# Ruchime
RuChiMe (Ручиме) / AniMy (Анимай)
RuChiMe (Ручиме) | AniMy (Анимай) — творческое объединение, занимающееся озвучиванием аниме и дорам.  
Проект основал Aniharu Myoko (Анихару Миоко, Анихару Майоко) 24 ноября 2018 года. Позже к нему присоединяется Forstok. Дальше проект продолжал развиваться и постепенно увеличивать и количество участников.
- Aniharu Myoko
- Forstok
- Star
- Anabioz
- yumeyumiii
- DEMIKS
- Mirtle
- Kiriru
- ViLkA
- EddyFler